# Støvler
En støvle er et stykke fodtøj med skaft, som dækker mere eller mindre af benet. De korteste støvler, som kun dækker 5-10 cm over ankelknoen, hedder støvletter.
Støvler er udviklet til ridning, hvor støvlens skaft beskytter mod slag fra grene under ridningen og beskytter underbenet mod trykninger mod hestens side.
Støvler var tidligere forbeholdt adel og kongelige, da både materiale, vedligeholdelse og fremstilling var kostbar. Jævne folk havde et stykke læder bundet om benet.

## Vinterstøvler
Vinterstøvler har en tyk bund og er lavet af slidstærkt, solidt og vandtæt materiale. De bruges oftest i polarområder og tempererede lande. I de tempererede lande når det bliver vinter og sneen kommer.

### Oprindelse
Inuitterne i Alaska udviklede traditionelle vinterstøvler af sælskind, hundehår, jærvpels og dekorative mønstre af sæl. Vinterstøvlen var det nødvendigste udstyr for inuitterne. 
Man har opdaget, at Ötzi vandrede i Alperne mellem Østrig og Italien med støvler på. De betegnes nu som verdens ældste vinterstøvler. De bestod af bjørneskind, småpinde, siv, tørt græs og rådyrskind yderst, som til sidst var bundet sammen, så han kunne vandre i de snedækkede bjerge.